# Маринівська волость
Маринівська волость — історична адміністративно-територіальна одиниця Міуського, потім Таганрізького округу Області Війська Донського з центром у слободі Маринівка.
Станом на 1873 рік складалася зі 2 слобод та 4 селищ. Населення — 4612 осіб (2351 чоловічої статі та 2261 — жіночої), 684 дворових господарства і 4 окремих будинки.
Поселення волості:
- Маринівка — слобода над річкою Вільхова за 120 верст від окружної станиці та за 25 верст від Єсаулівської поштової станції, 1181 особа, 185 дворових господарства й 1 окремий будинок, у господарствах налічувалось 48 плугів, 110 коней, 194 пари волів, 1189 овець;
- Степанівка — слобода над річкою Вільхова за 122 версти від окружної станиці та за 25 верст від Єсаулівської поштової станції, 1793 особи, 272 дворових господарства;
- Григорівка (Калинівка) — селище над річкою Вільховчик за 120 верст від окружної станиці та за 15 верст від станції Успенська Курсько-Харківсько-Азовської залізниці, 932 особи, 127 дворових господарств й 3 окремих будинки.
- Новопетрівське — селище над річкою Вільховчик за 113 верст від окружної станиці та за 18 верст від станції Успенська Курсько-Харківсько-Азовської залізниці, 119 осіб, 20 дворових господарств.
- Ремівка — селище над річкою Оріхова за 135 верст від окружної станиці та за 35 верст від Єсаулівської поштової станції, 271 осіб, 36 дворових господарств;
- Саур-Могила — селище над річкою Саурівка за 120 верст від окружної станиці та за 30 верст від Єсаулівської поштової станції, 316 осіб, 44 дворових господарства.

Старшинами волості були:
- 1905 року — Григорій Гаврилович Колесніков[2];
- 1907 року — Федір Григорович Сканенко[3].
- 1912 року — Ф. Г. Скопенко[4].